# آتنه دونالد
 آتنه دونالد (انگلیسی: Athene Donald؛ زاده ۱۵ مهٔ ۱۹۵۳) یک دانشمند اهل بریتانیا است. 